# Feederz
The Feederz es una banda de punk rock, originaria de Arizona. Son conocidos por su controvertida canción «Jesus» (también conocida como «Jesus Entering from the Rear»), que apareció en la compilación Let Them Eat Jellybeans de Alternative Tentacles, y por las provocativas portadas de sus álbumes. El grupo tiene claras tendencias situacionistas, al borde del  comunismo y el Anarquismo. Sus canciones eran muy críticas con el gobierno, el consumismo y la religión, y sus actuaciones incluían empuñar armas, insectos o usar trajes transparentes. Su etapa más reciente se centra en la era del Black Lives Matter, incluyendo la democracia distorsionada en curso, además de adentrarse en el sabotaje y el desorden civil.
El cantante principal Frank Discussion también es conocido por sus «subvertisements» o «derailments» (contracampañas), una adaptación de la táctica situacionista de detournement, así como por lo que él llama «intervenciones» en las que uno desvía los eventos físicos interviniendo con un elemento fuera de lugar del mundo físico, tácticas consistentes en por ejemplo colocar artículos dispares en los carritos de la compra de personas desprevenidas, elevando así la acción más allá del nivel de mera broma a una táctica consciente utilizada para socavar a la sociedad y expresar una crítica unificada de la misma. También es conocido por ser uno de los desarrolladores de la «antistasiología», definida como el estudio comparativo de varios tipos de tácticas, estrategias y estructuras organizativas utilizadas por varios movimientos de resistencia históricos y actuales.

## Historia
Frank Discussion y Clear Bob (Dan Clark) formaron Feederz en 1977. Art Nouveau (John Vivier) se unió más tarde como baterista. Antes de actuar públicamente, emitieron un comunicado de prensa que los medios locales confundieron con un comunicado terrorista. En su primera actuación, Discussion causó el pánico al disparar al público balas de fogueo con un rifle AR-15. En 1980, la banda lanzó su primera grabación, el EP de cuatro canciones titulado Jesus, reeditado en 1983 por Placebo Records. Clark luego grabó con Eddy Detroit y Victory Acres/Joke Flower.
En 1982, Discussion escribió «Bored with School», una diatriba contra la escuela y el trabajo haciéndolo pasar por un anuncio del Departamento de Educación de Arizona, y distribuyó 5000 copias a las escuelas de secundaria locales. Huyó de Arizona para escapar del arresto por este incidente y se instaló en San Francisco.

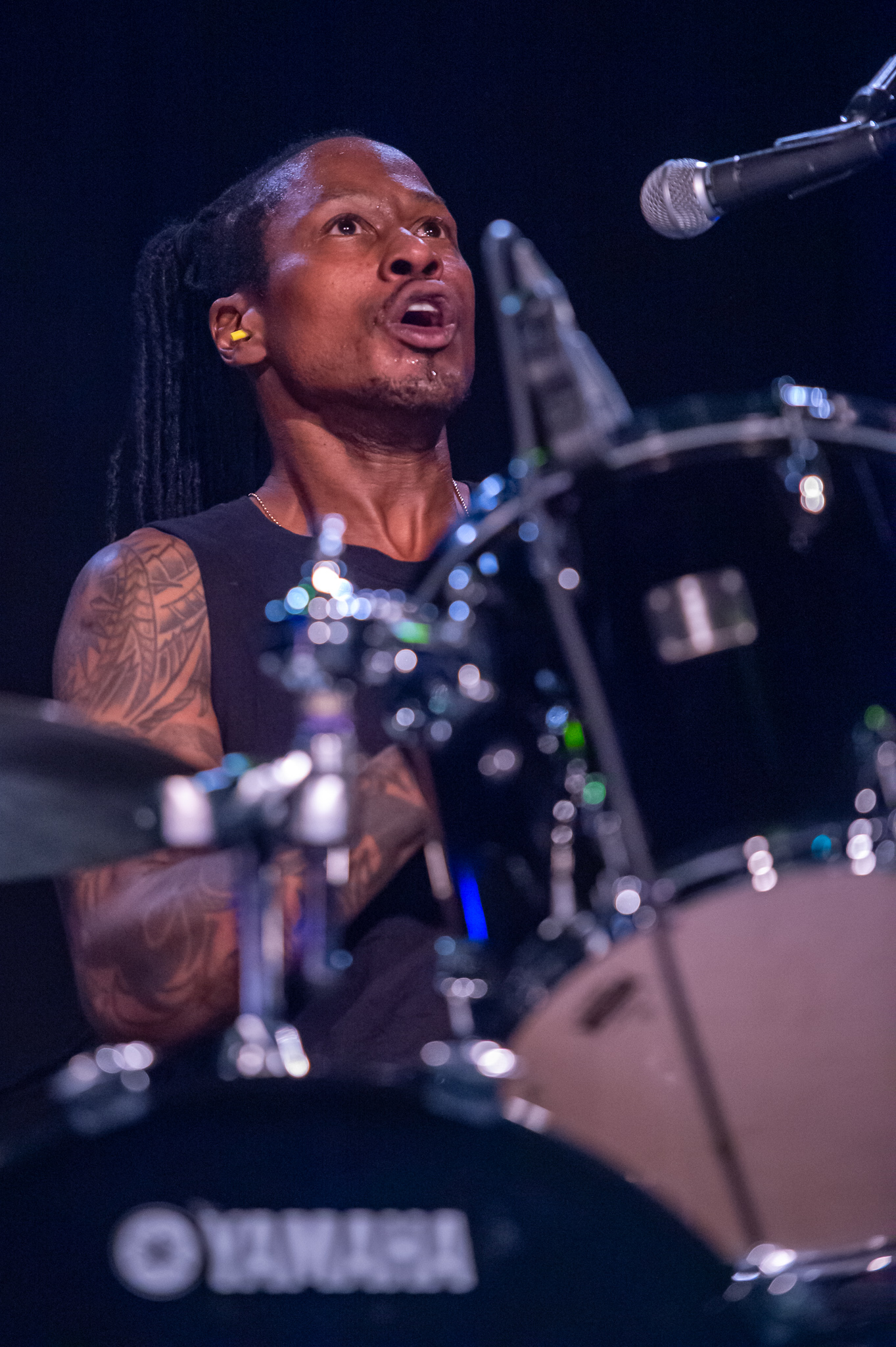
El baterista DH Peligro

En 1984, Discussion reformó el grupo con Mark Roderick (acreditado como «Mark Edible») y DH Peligro (como «Darrin Henley»), con quienes grabó Ever Feel Like Killing Your Boss?. Al estilo situacionista, la portada del álbum estaba cubierta con papel de lija para arruinar los discos cercanos de otras bandas. En 1986, se lanzó Teachers in Space, con Jayed Scotti reemplazando a Peligro en la batería. Scotti, socio de Winston Smith, creó las carátulas de álbumes para bandas como Dead Kennedys, MDC y Crucifucks. La portada de Teachers in Space presentaba una foto del desastre del Challenger.
Poco después ese mismo año, Discussion nuevamente disolvió la banda, pero para entonces su órbita de influencia se había expandido, incluyendo entre sus fanáticos a Kurt Cobain. La publicación de un fan en el grupo de noticias Nirvana (alt.music.nirvana), reveló que Cobain había tomado una pegatina para parachoques del LP Teachers in Space de Feederz y la había pegado en su Fender Stratocaster, que se hizo famosa en 1991 en el festival de Reading de Inglaterra, donde Nirvana actuó con Sonic Youth. La pegatina decía: «Vandalismo: bello como una piedra en la cara de un poli», y debajo en letra pequeña : «Cortesía de Feederz: Oficina de Relaciones Antipúblicas», frase que se convertiría en el título del lanzamiento de regreso de Feederz más de una década después. El uso de esta guitarra por parte de Cobain en la película 1991: The Year Punk Broke indirectamente dio aún más exposición a Feederz (hasta que Cobain la hizo pedazos en una actuación en París la primavera siguiente).
El grupo se reformó en 2002 y lanzó Vandalism: Beautiful as a Rock in a Cop's Face, producido por Jack Endino. Esta formación incluía a Ben Wah en la batería y Dinamarca Vesey en el bajo, ambos de Seattle. Hicieron una gira a lo largo de 2003. Discussion y Wah se mudaron a Los Ángeles en 2003-2004 y continuaron con la banda, tocando con el bajista Brant Boling, hasta 2007, cuando tocaron en su último show en Mondo-Video-A-Go-Go.
En 2017, se reformó una vez más, y a Discussion se unieron los primeros miembros Clark y Peligro. El trío grabó cuatro canciones con el productor Cris Kirkwood de Meat Puppets, dos de las cuales fueron lanzadas por Slope Records el 15 de abril como WWHD: What Would Hitler Do? EP.

## Discografía

### Álbumes de estudio
- Ever Feel Like Killing Your Boss?, 1983, Flaming Banker.
- Teachers in Space, 1986, Flaming Banker.
- Vandalism: Beautiful as a Rock in a Cop's Face, 2002, Broken Rekids.

### EP
- Jesus, 1980, Anxiety Records.
- WWHD: What Would Hitler Do?, 2017, Slope Records.

### Compilaciones
- «Jesus Entering from the Rear» en Let them Eat Jellybeans!, 1981, Alternative Tentacles.